# Poesía yámbica

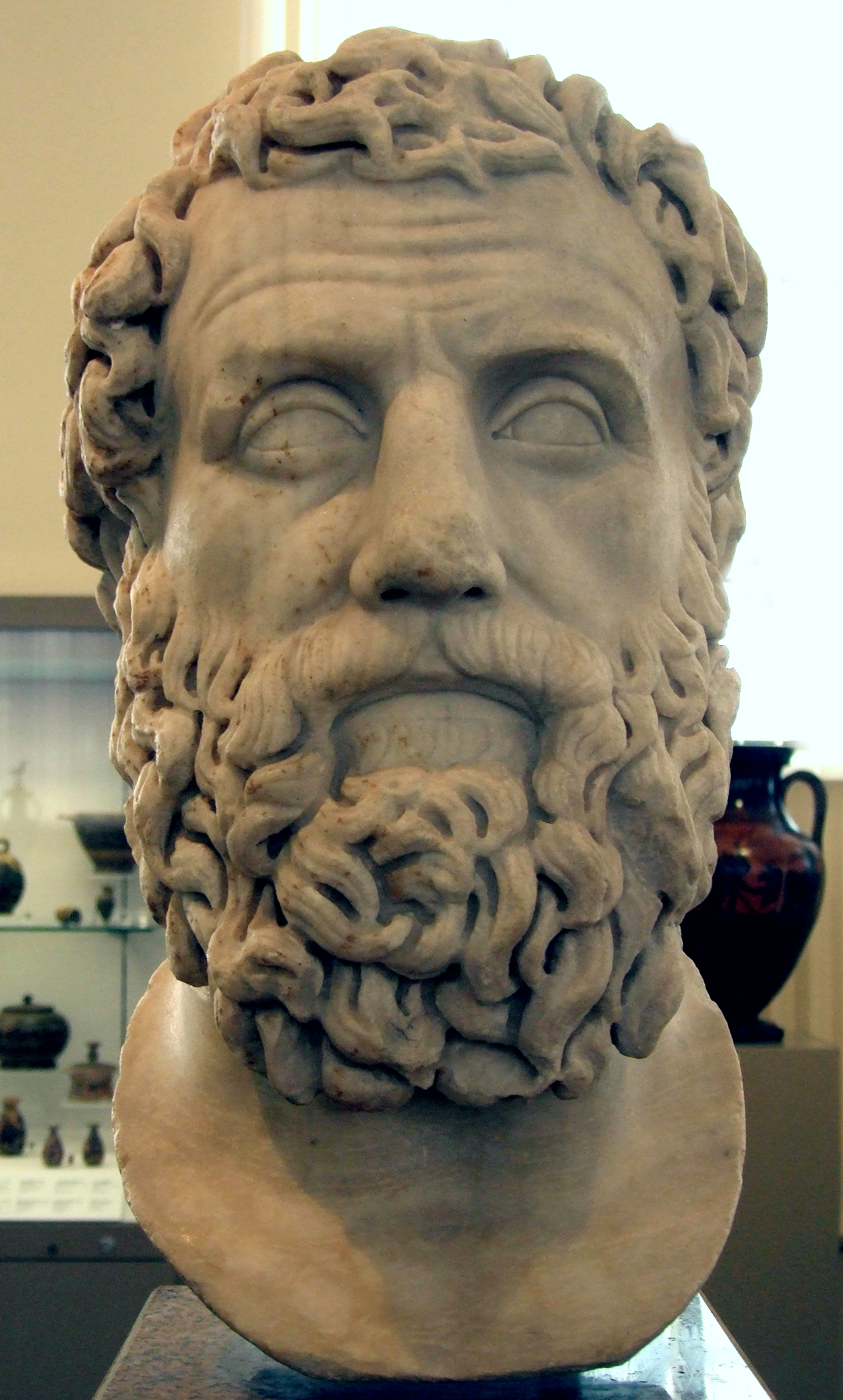
Busto que suele atribuirse a Arquíloco, el más importante de los yambógrafos griegos.

La poesía yámbica en Grecia nació en la esfera pública de la fiesta y rituales religiosos. Se llama así por utilizar el pie métrico denominado yambo (Ίαμβος), compuesto de una sílaba breve y otra larga (U_) y agrupado por lo general en trímetros yámbicos; su contenido es fundamentalmente el propio de la sátira o satírico; podría decirse que la poesía yámbica fue el precedente directo de la sátira latina.

## Etimología
Su relación con Yambe (la esclava del rey Celeo que hace reír a Deméter, deprimida por no poder encontrar a su hija Core o Perséfone; o la vieja con la que tiene su encuentro el primer poeta yambógrafo Hiponacte, es indiscutible. Asimismo algunos admiten la relación con los (no menos oscuros) términos thriambos, dithyrambos e íthymbos.

## Orígenes
Sus orígenes están asociados a las fiestas de la diosa Démeter y especialmente a las fiestas del dios Dioniso, aunque pronto vemos a este tipo de poesía incorporada a un ámbito colectivo más privado, el del simposio o banquete, al que estará después ligada su existencia, muy difuminada posteriormente cuando entraron muchos más distintos géneros y metros derivados de los polimétricos espectáculos teatrales, para resurgir más tarde con el epigrama del Helenismo, aunque el metro yámbico ya se empleaba en otros cometidos.
Los rituales en que se dan el lenguaje y los gestos obscenos (aischrología, skémmata) pertenecen sobre todo a Deméter, diosa triste a la que intenta hacer sonreír su sirviente Yambe, mientras que la invectiva (oneidismós, psógos) y el elemento fálico o abiertamente sexual son constituyentes más abundantes en los de Dioniso, sobre todo a través de la forma del ditirambo. No obstante todos estos elementos están mezclados a veces en ambos grupos de ritos y en otras ceremonias en que se practicaba la imprecación (Misterios eleusinos, Stenia, Tesmoforias, Haloa etc.).
Aristóteles afirmaba que los poetas "antiguos" habrían sido o épicos o yámbicos. Estos últimos habrían canalizado a través del yambo la burla y el escarnio (psógos), para lo que aporta una relación etimológica (errónea en su derivación) entre el término yambo (iambeîon) y el verbo que expresa ese ataque verbal (iambizo). Asimismo Aristóteles subraya la adecuación del yambo para el diálogo (Poética 1449a26).

## Características
La poesía yámbica es conocida desde el siglo VII a. C. Era originariamente cantado, pero su música se redujo después a un simple acompañamiento que servía de apoyo a la recitación. Usaba verso estíquico, esto es, una secuencia construida por la repetición de versos métricamente iguales. Su verso más común era el trímetro yámbico: X_U_/X_U_/X_UX. También podía emplear el tetrámetro trocaico cataléctico, -es decir, falto de la última sílaba-, el coliambo, -trímetro cuyo último pie es un espondeo en vez de un yambo-), y pequeñas estrofas de dos versos como los épodos yámbicos. Al lado de la gran poesía cultivada por poetas con un alto dominio de la técnica, el yambo era mucho más simple y, por tanto más popular. El yambo desde el siglo VI se encuentra en los epigramas sepulcrales y en la tragedia; desde el V, en la comedia, luego en la poesía didáctica y fabulística.
Su contenido temático es sobre todo crítico, satírico, burlón o amargado, raramente con intención correctora. Solo florece entre los jonios, aunque en Atenas lo va a cultivar también Solón. Su dialecto es el jónico y se escribe siempre en él. La temática sexual y satírica, la libertad de palabra de atmósfera casi carnavalesca, eran características del género, exactamente el mismo ambiente en que nació la comedia, tan próxima en muchos aspectos, al yambo.
La elegía y el yambo presentan semejanzas; ambos nos son conocidos desde el siglo VII y, a veces, son cultivados por los mismos autores, como Arquíloco o Solón. Luego continúan escribiéndose y recitándose hasta el fin de la Antigüedad.
Otro elemento común es que ambos eran acompañados por la flauta; mientras el poeta o intérprete cantaba, alguien tocaba el aulós o flauta doble, un instrumento fundamentalmente popular frente al más aristocrático de la lira. El yambo era originariamente cantado, pero su música se redujo después a un simple acompañamiento que servía de apoyo a la recitación. Esta es una diferencia notable respecto a la épica y la poesía mélica, acompañadas por instrumentos de cuerdas (liras manuales) tocados, en principio, por el propio cantor. Por otro lado, que la lira fuera considerada como instrumento aristocrático por excelencia frente al carácter ruidoso y más popular de la flauta implica ya el carácter de la poesía yámbica.

## Yambógrafos griegos
Los poetas yámbicos arcaicos tienen numerosos rasgos comunes, dé forma y contenido, que permiten hablar de homogeneidad genérica. El uso de los mismos metros (incluyendo variantes como el coliambo o yambo cojo) y la presencia de la invectiva o, por lo menos, de la censura (aunque revista también particularidades) en todos ellos sustenta esa homogeneidad. Desde luego es necesaria mucha prudencia en la valoración comparativa de poetas cuya obra se ha conservado en forma tan fragmentaria y sometida a vicisitudes muy diversas. Una lista de los principales poetas yambógrafos griegos ha de incluir a Arquíloco, Semónides de Amorgos, Hiponacte y Ananio. El canon alejandrino, sin embargo, incluía solo a Arquíloco, Semónides e Hiponacte.